# Mahād
Mahād är en ort i Indien.   Den ligger i distriktet Raigarh och delstaten Maharashtra, i den sydvästra delen av landet, 1 200 km söder om huvudstaden New Delhi. Mahād ligger 11 meter över havet och antalet invånare är 26 665.
Terrängen runt Mahād är huvudsakligen kuperad, men den allra närmaste omgivningen är platt. Runt Mahād är det ganska tätbefolkat, med 239 invånare per kvadratkilometer. Mahād är det största samhället i trakten. I omgivningarna runt Mahād växer huvudsakligen savannskog.